# Bar „Balaton” w Łodzi

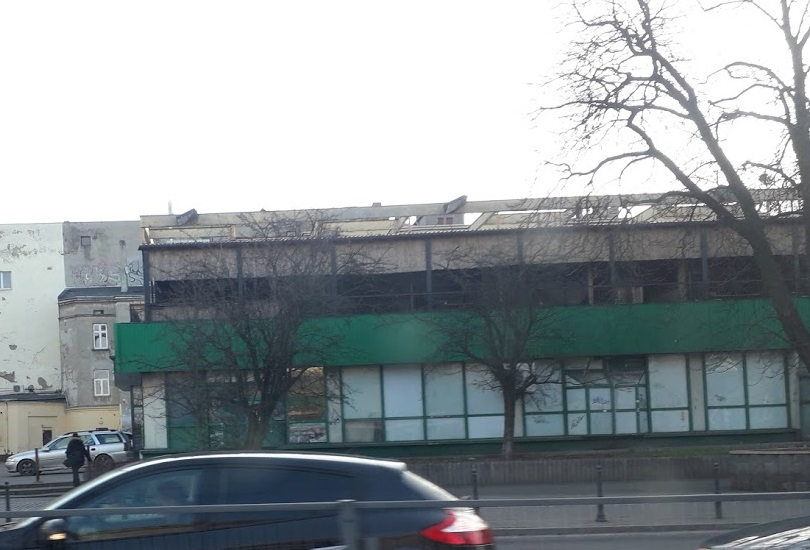
Balaton w 2021 roku

Bar „Balaton” w Łodzi – modernistyczny pawilon, znajdujący się w Łodzi przy ul. A. Struga 6/10, otwarty 4 kwietnia 1963.

## Historia
Pawilon „Balatonu” zaprojektowali warszawscy architekci z Biura Studiów i Projektów Handlu Wewnętrznego – Jerzy Wilk i Antoni Beill. Obiekt otwarto 4 kwietnia 1963. Na parterze budynku usytuowany był bar szybkiej obsługi, garmaż, a także ciastkarnia. Na piętrze znajdowała się kawiarnia wraz z dancingiem. W 1974 budynek przeszedł pierwszy remont – pawilon zmodernizowano i przygotowano na Mistrzostwa Świata w piłce nożnej w 1974 m.in. montując telewizor, co umożliwiło oglądanie meczów w lokalu. W trakcie inauguracji budynku po remoncie, w wyniku gry orkiestry, na uczestników spadły dwa klosze lamp.
Według stanu na maj 2021 w obiekcie znajduje się supermarket Stokrotka oraz apteka i klub muzyczny.

## Architektura
Pawilon ma prostą bryłę, jak na czas powstania – nowoczesną. Wykonano go w stylu modernistycznym, został oparty na konstrukcji szkieletowej. Ma formę prostokąta, a wewnątrz znajduje się niewielkie atrium, które ma na celu doświetlenie pomieszczeń. Ponadto od strony al. Kościuszki funkcjonuje szeroki taras z widokiem na okolicę. Obiekt przechodził na przestrzeni lat liczne modernizacje i przebudowy, skutkujące tym, że jego forma odbiega od pierwotnego wyglądu budynku. Część elewacji pokrywa styropian pomalowany na szaro, pozostała zaś część pokryta jest zieloną blachę falistą, usunięto również neon z napisem Balaton.